# Maurice Hankey, 1:e baron Hankey

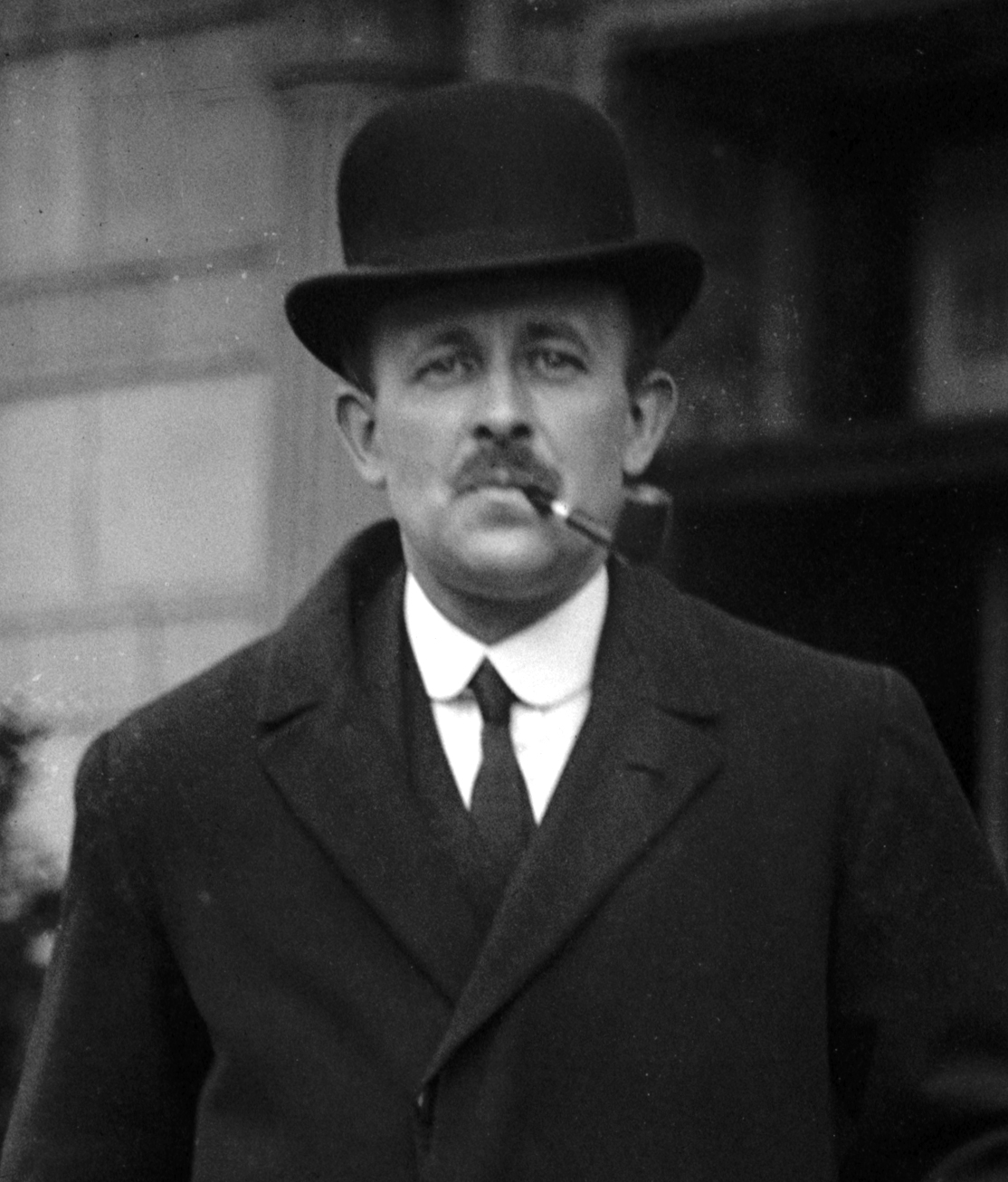
Maurice Hankey, 1:e baron Hankey.

Maurice Pascal Alers Hankey, 1:e baron Hankey, född den 1 april 1877 i Biarritz, död den 26 januari 1963 i London, var en engelsk militär och ämbetsman. Han var far till Robert Hankey, 2:e baron Hankey.
Hankey var först officer vid marinartilleriet, tjänstgjorde många år inom marinens upplysningsavdelning, blev 1912 riksförsvarskommitténs sekreterare, 1916 sekreterare i krigskabinettet och 1917 i rikskrigskabinettet och blev 1919 regeringens (kabinettets) sekreterare, en post han beklädde till 1938. Under fredskonferensen i Paris var Hankey den brittiska underhandlardelegationens sekreterare och förde bland annat protokoll vid de hemliga sammanträdena i "De fyras råd". Ur militärtjänsten tog han 1918 avsked med överstelöjtnants grad. Hankey var under många år en bland regeringens i hemliga militära och politiska frågor högstbetrodda medhjälpare. Efter första världskrigets slut erhöll han av parlamentet ett tacksägelsevotum och en statsgratifikation om 25 000 pund sterling. Han upphöjdes 1939 till peer som baron Hankey. Under andra världskriget tillhörde han själv Winston Churchills regering som kansler för hertigdömet Lancaster 1940–1941 och Paymaster General 1941–1942.